# Арбулі
Арбулі́ (кат. Arbolí, вимова літературною каталанською [əɾbʊ'łi]) — муніципалітет, розташований в Автономній області Каталонія, в Іспанії. Код муніципалітету за номенклатурою Інституту статистики Каталонії — 430154. Знаходиться у районі (кумарці) Баш-Камп (коди району — 08 та BC) провінції Таррагона, згідно з новою адміністративною реформою перебуватиме у складі баґарії (округи) Камп-да-Таррагона.

## Назва муніципалітету
Назва муніципалітету походить від араб. al-furja — «перспектива».

## Населення
Населення міста (у 2007 р.) становить 113 осіб (з них менше 14 років — 2,7 %, від 15 до 64 — 75,2 %, понад 65 років — 22,1 %). У 2006 р. народжуваність склала 0 осіб, смертність — 2 особи, зареєстровано 0 шлюбів. У 2001 р. активне населення становило 76 осіб, з них безробітних — 21 особа.
Серед осіб, які проживали на території міста у 2001 р., 106 народилися в Каталонії (з них 74 особи у тому самому районі, або кумарці), 11 осіб приїхало з інших областей Іспанії, а 3 особи приїхали з-за кордону.
Вищу освіту має 6,8 % усього населення.
У 2001 р. нараховувалося 43 домогосподарства (з них 27,9 % складалися з однієї особи, 20,9 % з двох осіб,20,9 % з 3 осіб, 16,3 % з 4 осіб, 7 % з 5 осіб, 4,7 % з 6 осіб, 0 % з 7 осіб, 2,3 % з 8 осіб і 0 % з 9 і більше осіб).
Активне населення міста у 2001 р. працювало у таких сферах діяльності: у сільському господарстві — 10,9 %, у промисловості — 9,1 %, на будівництві — 9,1 % і у сфері обслуговування — 70,9 %.
У муніципалітеті або у власному районі (кумарці) працює 19 осіб, поза районом — 39 осіб.

### Безробіття
У 2007 р. нараховувалося 2 безробітних (у 2006 р. — 0 безробітних), з них чоловіки становили 100 %, а жінки — 0 %.

## Економіка

### Підприємства міста

#### Промислові підприємства
| \| Промислові підприємства міста, за сферою діяльності \| Промислові підприємства міста, за сферою діяльності \| Промислові підприємства міста, за сферою діяльності \| \| Рік \| 2002 р. \| 2001 р. \| \| --------------------------------------------------- \| --------------------------------------------------- \| --------------------------------------------------- \| \| Енергетичні та водні ресурси \| 100 % \| 50 % \| \| Хімія та метали \| 0 % \| 0 % \| \| Переробка металів \| 0 % \| 0 % \| \| Продукти харчування \| 0 % \| 0 % \| \| Текстиль \| 0 % \| 0 % \| \| Виробництво меблів, видання \| 0 % \| 50 % \| \| Інше \| 0 % \| 0 % \| \| Усього підприємств \| 1 \| 2 \| |         |         |
| Промислові підприємства міста, за сферою діяльності |         |         |
| Рік | 2002 р. | 2001 р. |
| Енергетичні та водні ресурси | 100 %   | 50 %    |
| Хімія та метали | 0 %     | 0 %     |
| Переробка металів | 0 %     | 0 %     |
| Продукти харчування | 0 %     | 0 %     |
| Текстиль | 0 %     | 0 %     |
| Виробництво меблів, видання | 0 %     | 50 %    |
| Інше | 0 %     | 0 %     |
| Усього підприємств | 1       | 2       |

#### Роздрібна торгівля
| \| Підприємства роздрібної торгівлі міста, за сферою діяльності \| Підприємства роздрібної торгівлі міста, за сферою діяльності \| Підприємства роздрібної торгівлі міста, за сферою діяльності \| \| Рік \| 2002 р. \| 2001 р. \| \| ------------------------------------------------------------ \| ------------------------------------------------------------ \| ------------------------------------------------------------ \| \| Продукти харчування \| 0 % \| 0 % \| \| Одяг та взуття \| 0 % \| 0 % \| \| Товари для дому \| 0 % \| 0 % \| \| Книги та періодичні видання \| 0 % \| 0 % \| \| Промислова хімічна продукція \| 0 % \| 0 % \| \| Продукція, пов'язана з транспортними засобами \| 0 % \| 0 % \| \| Інше \| 100 % \| 100 % \| \| Усього підприємств \| 1 \| 1 \| |         |         |
| Підприємства роздрібної торгівлі міста, за сферою діяльності |         |         |
| Рік | 2002 р. | 2001 р. |
| Продукти харчування | 0 %     | 0 %     |
| Одяг та взуття | 0 %     | 0 %     |
| Товари для дому | 0 %     | 0 %     |
| Книги та періодичні видання | 0 %     | 0 %     |
| Промислова хімічна продукція | 0 %     | 0 %     |
| Продукція, пов'язана з транспортними засобами | 0 %     | 0 %     |
| Інше | 100 %   | 100 %   |
| Усього підприємств | 1       | 1       |

#### Сфера послуг
| \| Підприємства міста, що працюють у сфері послуг, за діяльністю \| Підприємства міста, що працюють у сфері послуг, за діяльністю \| Підприємства міста, що працюють у сфері послуг, за діяльністю \| \| Рік \| 2002 р. \| 2001 р. \| \| ------------------------------------------------------------- \| ------------------------------------------------------------- \| ------------------------------------------------------------- \| \| Гуртова торгівля \| 0 % \| 0 % \| \| Готелі та готельний бізнес \| 100 % \| 100 % \| \| Транспорт та зв'язок \| 0 % \| 0 % \| \| Посередницькі фінансові послуги \| 0 % \| 0 % \| \| Послуги підприємствам \| 0 % \| 0 % \| \| Послуги фізичним особам \| 0 % \| 0 % \| \| Нерухомість та ін. \| 0 % \| 0 % \| \| Усього підприємств \| 3 \| 3 \| |         |         |
| Підприємства міста, що працюють у сфері послуг, за діяльністю |         |         |
| Рік | 2002 р. | 2001 р. |
| Гуртова торгівля | 0 %     | 0 %     |
| Готелі та готельний бізнес | 100 %   | 100 %   |
| Транспорт та зв'язок | 0 %     | 0 %     |
| Посередницькі фінансові послуги | 0 %     | 0 %     |
| Послуги підприємствам | 0 %     | 0 %     |
| Послуги фізичним особам | 0 %     | 0 %     |
| Нерухомість та ін. | 0 %     | 0 %     |
| Усього підприємств | 3       | 3       |

## Житловий фонд
У 2001 р. 7 % усіх родин (домогосподарств) мали житло метражем до 59 м², 48,8 % — від 60 до 89 м², 39,5 % — від 90 до 119 м² і 4,7 % — понад 120 м².
З усіх будівель у 2001 р. 25,3 % було одноповерховими, 59,3 % — двоповерховими, 15,4 % — триповерховими і жодгого з чотирма та більше поверхами.

## Автопарк
| \| Автомобілі, зареєстровані у місті, за призначенням \| Автомобілі, зареєстровані у місті, за призначенням \| Автомобілі, зареєстровані у місті, за призначенням \| \| Рік \| 2006 р. \| 2005 р. \| \| -------------------------------------------------- \| -------------------------------------------------- \| -------------------------------------------------- \| \| Приватні автомобілі \| 55,9 % \| 59,1 % \| \| Мотоцикли \| 11,7 % \| 11,7 % \| \| Вантажівки \| 28,3 % \| 26,3 % \| \| Трактори \| 0 % \| 0 % \| \| Автобуси та ін. \| 4,1 % \| 2,9 % \| \| Усього автомобілів \| 145 шт. \| 137 шт. \| |         |         |
| Автомобілі, зареєстровані у місті, за призначенням |         |         |
| Рік | 2006 р. | 2005 р. |
| Приватні автомобілі | 55,9 %  | 59,1 %  |
| Мотоцикли | 11,7 %  | 11,7 %  |
| Вантажівки | 28,3 %  | 26,3 %  |
| Трактори | 0 %     | 0 %     |
| Автобуси та ін. | 4,1 %   | 2,9 %   |
| Усього автомобілів | 145 шт. | 137 шт. |

## Вживання каталанської мови
У 2001 р. каталанську мову у місті розуміли 100 % усього населення (у 1996 р. — 100 %), вміли говорити нею 95 % (у 1996 р. — 100 %), вміли читати 95,8 % (у 1996 р. — 83,2 %), вміли писати 65 % (у 1996 р. — 36,6 %). Не розуміли каталанської мови 0 %.

## Політичні уподобання
У виборах до Парламенту Каталонії у 2006 р. взяло участь 66 осіб (у 2003 р. — 71 особа). Голоси за політичні сили розподілилися таким чином:
| \| Вибори до Парламенту Каталонії \| Вибори до Парламенту Каталонії \| Вибори до Парламенту Каталонії \| \| Рік \| 2006 р. \| 2003 р. \| \| -------------------------------------- \| ------------------------------ \| ------------------------------ \| \| Конвергенція та Єднання (CiU) \| 27,3 % \| 31 % \| \| Соціалістична партія Каталонії (PSC) \| 12,1 % \| 12,7 % \| \| Народна партія (PP) \| 0 % \| 2,8 % \| \| Ініціатива за Каталонію — Зелені (ICV) \| 10,6 % \| 7 % \| \| Республіканська лівиця Каталонії (ERC) \| 47 % \| 45,1 % \| \| Громадяни — Громадянська партія (C's) \| 0 % \| 0 % \| \| Інші \| 3 % \| 1,4 % \| |         |         |
| Вибори до Парламенту Каталонії |         |         |
| Рік | 2006 р. | 2003 р. |
| Конвергенція та Єднання (CiU) | 27,3 %  | 31 %    |
| Соціалістична партія Каталонії (PSC) | 12,1 %  | 12,7 %  |
| Народна партія (PP) | 0 %     | 2,8 %   |
| Ініціатива за Каталонію — Зелені (ICV) | 10,6 %  | 7 %     |
| Республіканська лівиця Каталонії (ERC) | 47 %    | 45,1 %  |
| Громадяни — Громадянська партія (C's) | 0 %     | 0 %     |
| Інші | 3 %     | 1,4 %   |